# Raffaele Vanni
Raffaele Vanni (Roma, 15 febbraio 1928 – Roma, 14 settembre 2019) è stato un sindacalista italiano.

## Biografia
Ha militato a lungo nelle file del PRI, fin da giovanissimo nei difficili anni della seconda guerra mondiale. La sua attività sindacale è stata precoce ed intensa, arrivando ad essere uno dei fondatori, ed in seguito segretario generale della UIL.
Ha avuto incarichi presso la comunità europea sempre nell'ambito delle tematiche sociali e del mondo del lavoro.

### Primo dopoguerra, la lotta repubblicana
Nella Roma appena liberata dai nazifascisti subito partecipa nel 1944 alle prime lotte politiche. Milita nella Gioventù Repubblicana e ne diviene uno dei leader. Poco più tardi, dal 1947 e fino al 1949 diviene segretario politico della Federazione Giovanile Repubblicana.

### L'esperienza politico sindacale in UIL
Il 5 marzo 1950 fu tra i 253 delegati che alla Casa dell'Aviatore a Roma parteciparono al convegno costitutivo dell'Unione Italiana del Lavoro (UIL), a forte carattere socialdemocratico laico e riformista. Insieme a lui, tra i protagonisti di quel giorno, vi erano l'ex Presidente del Consiglio ed azionista Ferruccio Parri, Italo Viglianesi, Enzo Dalla Chiesa e Renato Bulleri del Partito Socialista Unitario e il suo compagno di partito Amedeo Sommovigo. Nella UIL appena costituita viene subito eletto segretario confederale, prima a capo del servizio organizzazione e poi, dal 1953 al 1964, di quello sindacale.
Dal 1964 al 1969 è a capo del servizio affari generali, assistenza e previdenza della UIL.
In pieno autunno caldo nel 1969 il quinto congresso della UIL elesse Italo Viglianesi presidente affiancato da tre segretari generali: Lino Ravecca espressione del PSDI, Ruggero Ravenna del PSI e Vanni stesso come rappresentante del PRI. Il comitato centrale della UIL del 27 ottobre 1971 elesse Vanni segretario generale..
In quel periodo era all'ordine del giorno la discussione sull'unione con le altre due confederazioni CGIL e CISL. Giorgio Benvenuto, rappresentante della corrente più a sinistra nella UIL, era per un'unione in tempi brevi mentre Vanni temendo un'egemonia del PCI era più cauto sui tempi e sui modi. Vinse la sua linea e fu eletto. Comunque fu durante il suo mandato, nei duri anni dopo l'autunno caldo, che insieme a Luciano Lama e Bruno Storti formò la Federazione CGIL, CISL, UIL, federazione unitaria delle tre sigle confederali. Il suo mandato, confermato al sesto congresso ebbe fine il 30 settembre 1976 con l'elezione di Giorgio Benvenuto alla segreteria generale della UIL.

### Dopo la Segreteria Generale UIL
Raffaele Vanni è stato un decano del Consiglio nazionale dell'economia e del lavoro, non avendo mai mancato una seduta del 'parlamentino' del CNEL fin dalla sua prima seduta del 20 febbraio 1958. Ha presieduto la quarta commissione del CNEL, quella che si occupa di politica dei redditi e concertazione. Inoltre ne coordinò il Comitato per il Mezzogiorno.
È stato presidente del Comitato Economico e Sociale della Comunità Europea nel biennio 1979 - 1980. Successivamente entra a far parte del BIT o ILO.
Dal 1981 al 1998 Vanni è segretario generale della UILTuCS (Unione Italiana Lavoratori Turismo, Commercio e Servizi), sindacato di categoria della UIL. Lascia la Segreteria Generale a 76 anni, per raggiunti limiti d'età ed assume l'incarico di Presidente della UILTuCS, di cui è stato presidente fino al giorno della sua scomparsa, e di cui è segretario generale Brunetto Boco.